# Johannes Argyropoulos

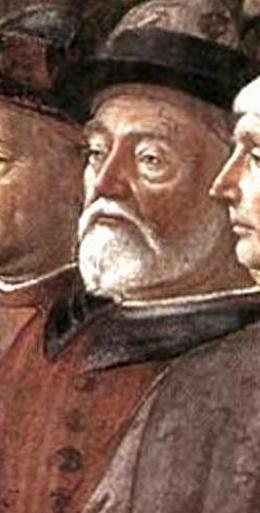
Johannes Argyropoulos

Johannes Argyropoulos (Ιωάννης Αργυρόπουλος), född omkring 1416 och död 1486, var en grekisk humanist.
Argyropoulos verkade först i Padua, sedan i Florens och efter 1471 i Rom, och har ansetts som den tidens talangfullaste förmedlaren av den klassiska bildningen i Italien. Han författade bland annat filosofiska och teologiska skrifter, samt översatte och kommenterade Aristoteles.